# 野中天翔
野中 天翔（のなか てんと、2005年2月5日 - ）は、和歌山県新宮市出身のプロ野球選手（投手・育成選手）。左投左打。中日ドラゴンズ所属。

## 経歴

### プロ入り前
新宮市立三輪崎小学校1年時に、みさきストロングスで野球を始め、2年時から投手を務める。新宮市立光洋中学校では、和歌山南紀ボーイズでプレーした。
ノースアジア大学明桜高等学校では2年時秋からベンチ入りし、3年時春からエースとして、チームを春の秋田県大会準優勝及び夏の秋田県大会4強入りへ導いた。風間球打は1学年上の先輩で、3年時は風間から背番号1を受け継いで活躍した。
2022年のプロ野球ドラフト会議では、中日ドラゴンズから育成2位指名を受け、11月19日に支度金300万円、年俸300万円で仮契約を結んだ。背番号は212。

### 中日時代
2023年、キャンプ終盤に腰痛を発症、腰椎分離すべり症と診断され、3月31日、内視鏡下分離部除圧術を受けたことが公表された。その影響でこの年はリハビリに専念し、公式戦への登板はなかったが、秋のみやざきフェニックス・リーグに参加し、10月22日、2月の練習試合以来となる術後初の実戦登板を果たした。
2024年はウエスタン・リーグ8試合に登板。0勝3敗、防御率6.55という成績だった。

## 選手としての特徴・人物
最速146km/hのストレートと、スライダー、チェンジアップをはじめとした6種類の変化球を投げる。

## 詳細情報

### 背番号
- 212（2023年[6] - ）